# Joseph Verdeur
Joseph Thomas Verdeur (Filadelfia, 7 marzo 1926 – 6 agosto 1991) è stato un nuotatore statunitense, specializzato nella rana.

## Palmarès

### Olimpiadi
- Oro a Londra 1948 nei 200 metri rana.